# Rayito de luz
Rayito de luz es una mini telenovela mexicana infantil realizada por Televisa, en 2000 y 2001, bajo la producción de Rosy Ocampo. Esta telenovela está basada en el libro Marcelino pan y vino de José María Sánchez Silva, fue grabada en Real del Monte (también llamado Mineral del Monte), Hidalgo.
Protagonizada por Alejandro Speitzer y Alan Ibarra y las actuaciones antagónicas de la primera actriz Delia Casanova, Juan Carlos Casasola, Tania Vázquez y Luis Gatica
La telenovela fue transmitida durante la época navideña de 2000 y 2001 a las 4:00 p.m.. Esto significó que la telenovela Carita de ángel fue interrumpida momentáneamente en sus transmisiones. Una vez que Rayito de luz finalizó, la producción de Nicandro Díaz regresó a sus transmisiones normales, hasta finalizarse.

## Historia
Todo comienza cuando un chico llamado Abel Ventura llega a un tranquilo pueblo llamado San Pedro de las Montañas para iniciar su carrera dentro del sacerdocio en el seminario de los Hermanos Reutilicos.
Es un músico con vocación de sacerdote el cual va huyendo de la ciudad a causa de una desilusión amorosa, con la esperanza de encontrar paz en su interior y dedicar su vida a Dios.
Al año de su llegada Abel encuentra dentro del confesionario a un niño abandonado junto con una carta escrita en un lenguaje desconocido para los seminaristas y lo único que pudieron descifrar fue su nombre "Juan de Luz" un niño que lleno de vida al seminario. 
Dado que los Hermanos son muy pobres deciden dar al niño a las autoridades, pero Mirna una buena mujer que dio a luz a su hija Karina se ofrece para alimentar a Juan con su leche, por otro lado otro milagro está a punto de ocurrir en el pueblo una mujer está dando a luz a trillizos, como el parto es de alto riesgo el padre de los niños hace una promesa a Dios para que sus hijos se salven dando dinero a quien más lo necesite siendo el Padre Cervantes el favorecido para salvar al seminario de la pobreza en la cual se encontraba.
Transcurren 6 años y a Juan de Luz lo conocen todos en el pueblo como "Rayito" por su energía y alegría, además de que se convirtió en el Hijo del Seminario y su ilusión más grande en la vida es conocer a su mamá, ya que cree que algún día regresara por él.
Un buen día aparece en el seminario Gertrudis Montes para reclamar el terreno que colinda con su casa y el seminario, ya que el marido de Gertrudis le dio al Padre Cervantes las escrituras antes de morir.
La forma en que decide obligar al Padre es por medio de Rayito quitándole la custodia del niño, para esto contrata a un abogado corrupto de nombre Justino con el cual contrae nupcias para adoptar legalmente al niño.
La fecha límite que tiene el Padre Cervantes es el 31 de diciembre y si no entrega el terreno no vuelven a ver a Rayito.
A la par de esta situación en el seminario se está organizando una pastorela para presentarla el 24 de diciembre en la misa de gallo, pero como Rayito está prisionero en la casa de su Madrastra no puede interpretar a San José, varias veces se escapa de su nueva casa, logrando que Gertrudis se enfade más con el niño y con los seminaristas.
Por fin llega la tan esperada misa de Gallo y Rayito logra escapar de la casa de Gertrudis con la ayuda de Mirna y de Karina y al llegar a la iglesia Rayito sufre un desmayo y pasa la noche en el seminario. Al día siguiente cuando Gertrudis se percata que no está el niño en la casa amenaza al Padre con llevarse al niño del pueblo.
Justino, buscando una forma de venganza investiga el pasado de Abel y encontró que e
antes de ingresar al seminario tuvo una novia llamada Catalina Cienfuegos a la cual Justino sobornó para que busque a Abel y lo haga desertar de su idea de ser sacerdote y ella acepta sin remordimiento el dinero. Al llegar Catalina al seminario ofrece el soborno que le dio Justino como donativo para arreglar la iglesia, pero el Padre Cervantes no lo acepta, porque intuye las intenciones que tiene Catalina para con Abel.
Catalina cumple su cometido, lograr tambalear la fe de Abel, pero éste no se deja manipular, porque para él lo más importante en la vida es Rayito.
Un día llega a casa de Gertrudis una carta avisándole que su mamá ha muerto y de herencia le manda una Virgen de Guadalupe en mal estado, pero muy milagrosa. Gertrudis ordena quemar a la Virgen, pero Rayito con ayuda de Karina la rescatan de las llamas convirtiéndola en su gran tesoro.
Para celebrar el día de los Santos Inocentes se organiza una misa enfrente de la casa de Gertrudis haciendo alusión de que un niño inocente está viviendo una pesadilla por no estar con sus seres queridos.
Por fin llega el 31 de diciembre y el plazo para entregar el terreno y el seminario se cumple a la media noche, Rayito se escapa de la casa de Gertrudis para ir a la misa, y decide regresar con ella y llevarle un plato de cena en ese momento Juan se para enfrente de la Virgen que lo envuelve en una luz muy fuerte, Gertrudis sale asustada al seminario a decir que a Rayito lo envuelven unas luces, alarmados pensando en que la señora le había hecho daño al niño entra a la casa Abel y encuentra a Juan desmayado y sangrando por la nariz, llevándolo de emergencia al hospital para hacerle unos estudios, ya que tiempo atrás el niño se quejaba de dolores en las piernas y tenía moretones.
El resultado de los exámenes es que Rayito padece leucemia en estado terminal y no le queda mucho tiempo de vida, el pueblo cree que Gertrudis le hizo algo a Juan y deciden lincharla pero se da cuenta de que ha sido mala con el Padre Cervantes y decide donarle para siempre el terreno y el seminario y a los locatarios del mercado les devuelve los títulos de propiedad de sus locales.
Los últimos días de vida de Juan de Luz los pasa en el seminario, una noche dice que su mamá está en la Iglesia rezando y que es muy bonita, el padre va a ver si hay alguien y encuentran a una mujer llorando el Padre Cervantes le dice que ya van a cerrar la Iglesia y ella le dice que hace 6 años dejó a un niño en el confesionario porque la estaba persiguiendo la policía por un delito del cual era inocente y estuvo en le cárcel mientras se demostraba que no tuvo la culpa.
El padre le enseña la ropa con la que llegó Rayito al seminario y la señora rompe en llanto diciendo que esa era la ropa de su bebé, hasta que recordó la carta que había escrito y le preguntaron en que idioma está escrita la carta, la señora responde que es taquigrafía, por ser secretaria fue lo se le ocurrió escribir ahí cuenta por qué deja al niño en la Iglesia.
Una vez confirmado que es la madre de Juan, el doctor le hace saber que su hijo está muy enfermo y que pronto va a morir.
Los amigos de Rayito piensan que la Virgen puede ayudar a sanarlo y la llevan a su cama para que lo cure. Rayito entra en una crisis y piensan que es el final del niño, pero milagrosamente restablece la salud pudiendo compartir con todo el pueblo la Rosca de Reyes.

## Personajes
- Alejandro Speitzer - Juan de Luz "Rayito"
- Alan Ibarra - Hermano Abel Ventura
- Aarón Hernán - Padre Constantino Cervantes
- Mariana Levy  - Francisca Buenrostro
- Gerardo Murguía - José Niño
- Eugenio Cobo - Don Alberto
- Manuel Ojeda - Padre Jaime
- Delia Casanova - Gertrudis Montes
- Miguel Pizarro - Hermano Cecilio Pérez
- Luis de Icaza - Hermano Higinio Huerta
- Francisco Rossell - Hermano Fidel Rulfo
- Juan Carlos Casasola - Justino Hernández
- Tania Vázquez - Catalina Cienfuegos
- Victoria Ruffo - Andrea Méndez
- Fernando Colunga - José Armando
- César Évora - Jaime Armando
- Bárbara Ferré - Hortensia Buenrostro
- Marcela Páez - Mirna López
- Vanessa Angers - Esther de Lerma
- Luis Gatica - Cruz Ramírez
- Oscar Traven - Florencio Lerma
- Rafael Rojas - Antonio Sánchez
- Roberto D’Amico - Dr. Domingo Mendieta
- Eduardo Quesada - Hermano Nacho
- Danna Paola - Lupita Lerma
- Hendrick Marine - Aldo Lerma
- Isamar Martínez - Vicky Lerma
- Martha Sabrina Martínez - Karina Ramírez
- Manuel Bermúdez - Óscar Sánchez
- Suzeth Cerame - Carmelita Sánchez
- Lourdes Munguía - Lucía Prado
- Susana González - Minilla
- Fernando Torre Lapham - Don Jesús